# Alexander Nevskij-kyrkan, Balasjicha
Alexander Nevskij-kyrkan (ryska: Александро-Невская церковь; translitteration: Aleksandro-Nevskaja tserkov) är en rysk-ortodox kyrkobyggnad belägen i staden Balasjicha, i Moskva oblast, i den västra delen av europeiska Ryssland.
Kyrkan är helgad åt Sankt Alexander Nevskij och tillhör det rysk-ortodoxa stiftet Balasjichas stift.

## Historik

### Tidigare kyrkan
Den tidigare kyrkan byggdes år 1894 på förslag av arkitekt A.U. Belevitj.
1933 stängdes kyrkan ned, som senare användes som ett lager och som till slut revs 1955.

### Nuvarande kyrkan
I slutet av 1990-talet grundades en initiativgrupp som ville att kyrkan skulle byggas upp igen. I mars 2000 gav guvernören för Moskva oblast, B.V. Gromov, sitt stöd till det. Detta ledde till att en ny församling bildades.
2001 började kyrkan byggas, då grundstenen invigdes 4 december. Den 11 september 2003 invigdes dopkyrkan (se bild nedan). Det huvudsakliga byggnadsarbetet med kyrkan slutfördes den 12 februari 2004 och den 12 september 2006 invigdes kyrkan.

## Bilder

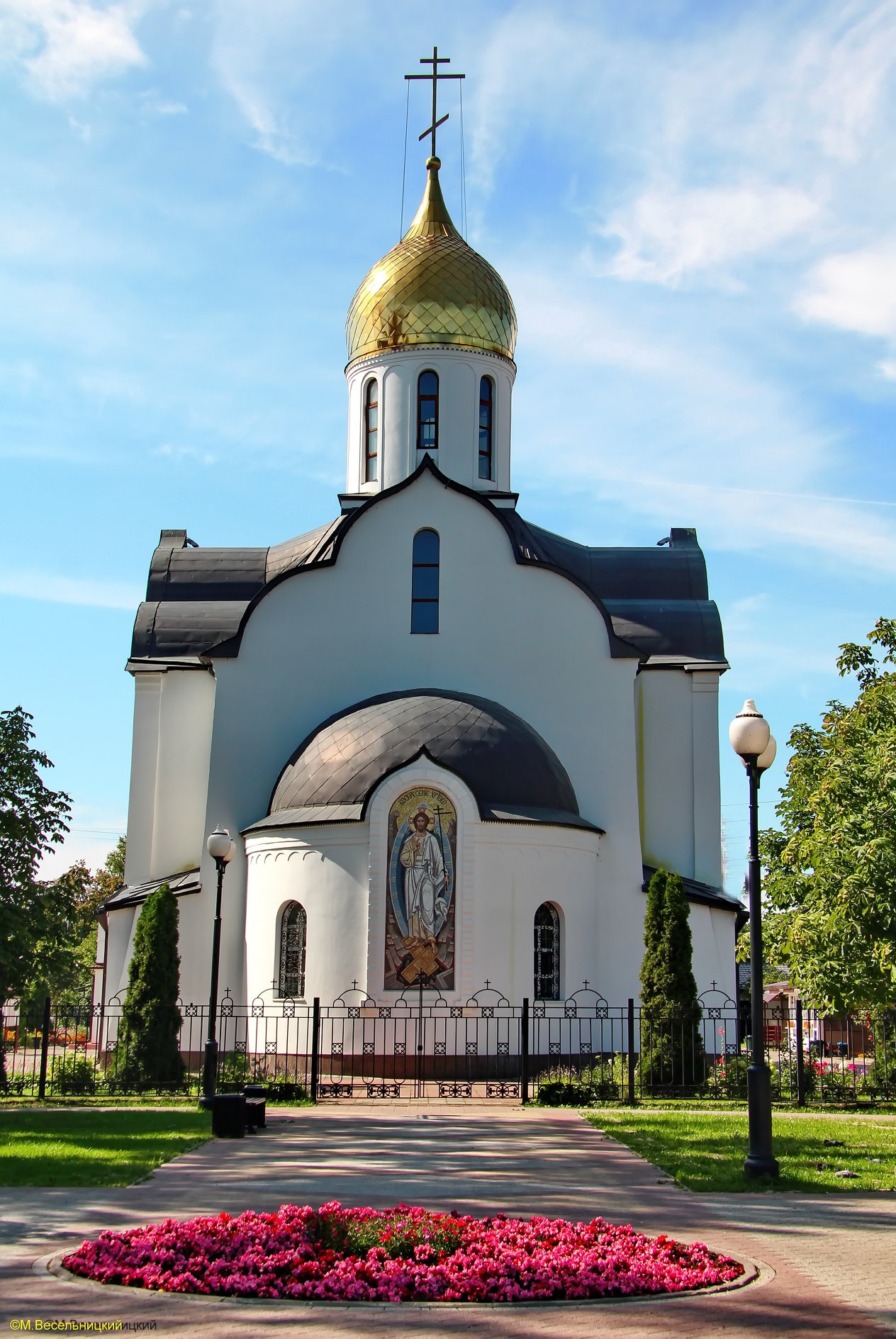
Baksidan och absiden.
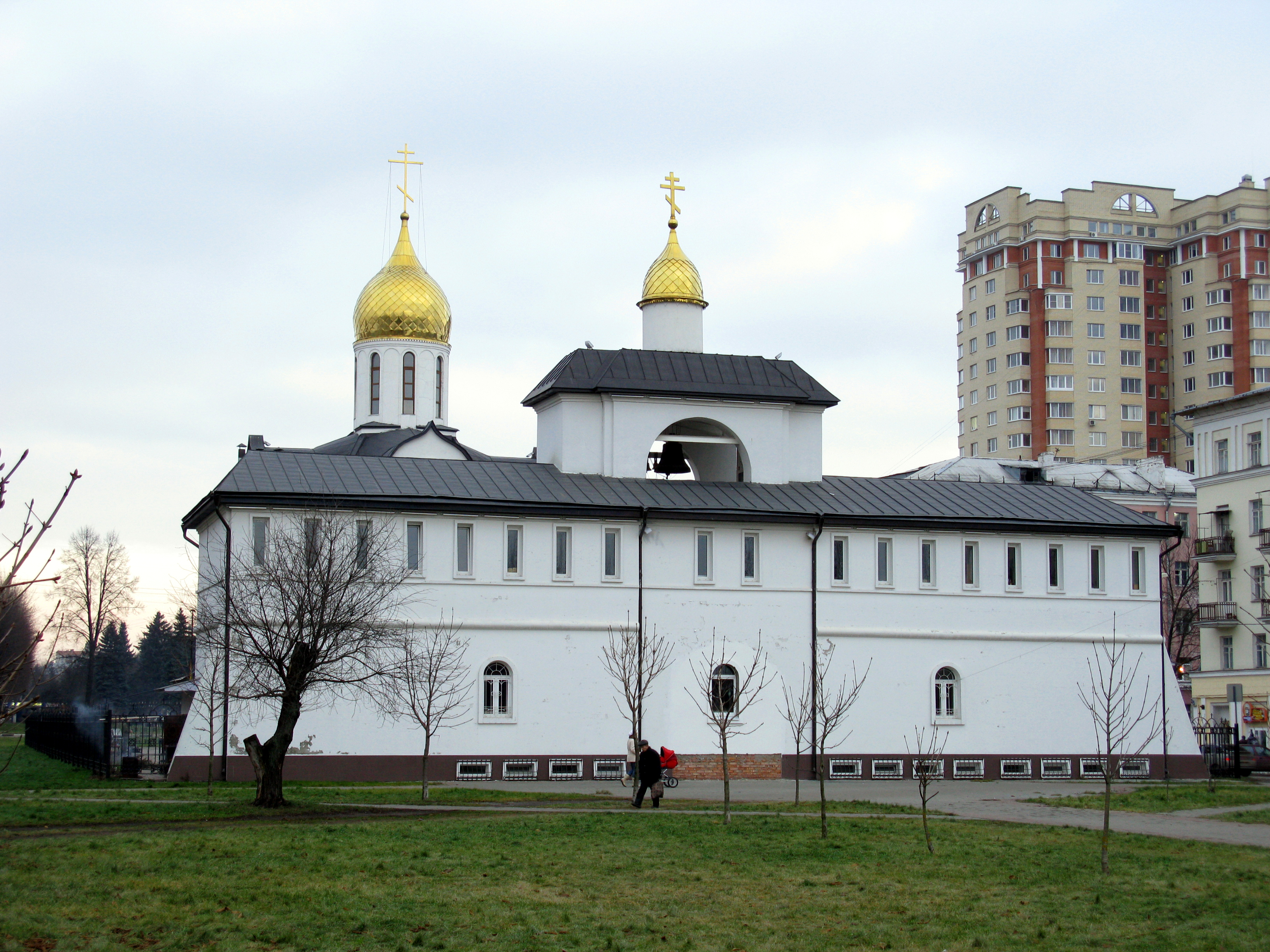
Dopkyrkan.